# قصر آيت القايد
قصر آيت القايد هو قصرٌ (قريةٌ محصنة) في المغرب، يقعُ في منطقة جهة درعة تافيلالت. تبلغ مساحته 0.31 هكتار.